# Moshe Feinstein
Pour les articles homonymes, voir Feinstein.
Le Rav Moshe Feinstein (en hébreu : משה פיינשטיין), dit Harav Moshe ou Reb Moïshe, est un rabbin et Rosh Yeshiva haredi lituanien du XXe siècle (3 mars 1895 - 23 mars 1986).
Éminent talmudiste et décisionnaire en matière de Loi juive, son expertise en Halakha, mondialement reconnue, en a fait de facto l'autorité rabbinique suprême pour les Juifs orthodoxes. il fut président de la Moetzes Gedolei HaTorah.

## Éléments biographiques
Rav Moshe est né, selon le calendrier hébraïque, le 7e jour du mois de Adar 5655 (la date de naissance et de décès du prophète biblique Moshe) à Uzda, près de Minsk, en Biélorussie, qui fait alors partie de l'Empire russe. Son père est le Rav David Feinstein, rabbin de Uzdan. Son père est un descendant de Rabbi Yom Tov Lipman, rabbin de Kapolye, dont les gloses sur le Talmud ont été publiées dans la Guemarah, et aussi l'auteur d'autres œuvres talmudiques.
Il étudie avec son père et aussi dans les Yeshivot de Sloutsk, Shklov et Amstislav, avant d'être nommé rabbin de Lubań où il sert pendant seize ans. Sous la pression croissante du régime soviétique, il déménage avec sa famille à New York en 1936 où il demeure le reste de sa vie.
À son arrivée dans le Lower East Side, il devient le Rosh yeshiva de la Yeshiva Mesivtha Tifereth Yerushalaim. Plus tard, il établit une branche de la yeshiva à Staten Island à New York, maintenant dirigée par son fils, le rabbin Reuven Feinstein. Son autre fils, le rabbin Dovid Feinstein, dirige celle de Manhattan.
Il préside l'Union des rabbins orthodoxes des États-Unis et du Canada et préside le Moetzes Gedolei HaTorah de l'Agoudat Israel des États-Unis des années 1960 jusqu'à sa mort. Rabbi Feinstein a également tenu un rôle de leadership pour le "Israël Chinuch Atzmai".
Rabbi Feinstein est vénéré par beaucoup comme le Gadol Hador (littéralement "le Grand de la Génération", le plus savant en Torah de la génération), y compris par le rabbin Yaakov Yisrael Kanievsky (le "Steipler"), le rabbin Aharon Kotler, le rabbin Yaakov Kamenetsky et le rabbin Yosef Shalom Eliashiv, même si plusieurs d'entre eux sont bien plus âgés que lui. Il est universellement reconnu comme le principal Possek (décisionnaire) de sa génération, et les gens de partout dans le monde l'appelaient pour avoir réponse aux questions les plus compliquées de Halakha (loi juive).
Rabbi Moshe Feinstein qui fut interrogé au sujet de la prière pour l’État d'Israël, a répondu qu'elle devrait être modifiée pour indiquer un point de vue sioniste d’espérance, au lieu d'une approche messianique sioniste. Le texte, selon sa recommandation, se présente comme suit: « Notre Père dans les cieux, le rocher d'Israël et son rédempteur, bénissez l’État d'Israël afin qu'il devienne Le début de la germination de notre Rédemption. »

## Décès
Le rabbin Moshe Feinstein décède le 23 mars 1986 (13 Adar II 5746 sur le calendrier hébreu). Il a été souligné que le 5746e verset se lit dans la Torah, « Or, lorsque Moïse eut achevé de transcrire les paroles de cette loi sur un livre, jusqu'au bout » (Deutéronome 31:24). Ceci est pris par certains comme une épitaphe pour lui.
À l'époque, il est considéré comme représentant de l'orthodoxie rabbinique, érudit et surtout Posseq. Ses funérailles en Israël sont retardées d'une journée en raison de problèmes mécaniques de l'avion transportant le cercueil, qui a dû retourner à New York. On dit que ses funérailles en Israël furent les plus importantes depuis l'époque de la Mishna. On estime que 300 000 personnes ont participé à ses obsèques qui se sont tenues le jour de Chouchan Pourim 5746.
Rabbi Feinstein est tenu en grande estime par tous les grands maîtres de notre génération. Le Rav Shlomo Zalman Auerbach, qui est lui-même considéré comme un géant de la Torah, Talmid Chacham et posseq, refuse de faire son éloge en disant: « Qui suis-je pour faire son éloge? J'ai étudié ses livres ; j'étais son talmid (élève) ».
Cependant il autorise qu'on fasse un éloge funèbre de façon exceptionnelle bien que la Halacha interdise un tel éloge le jour de Pourim.
Rabbi Feinstein est enterré au Har HaMenouhot à Givat Shaoul non loin de son maître, le rabbin Isser Zalman Meltzer, son ami, le rabbin Aharon Kotler, son gendre, le rabbin Moshe Shisgal et à côté du Belzer Rebbe (Aharon Rokeach).

## Œuvres
La plus grande notoriété de Rabbi Feinstein découle de toute une vie passée à répondre aux questions de Halacha qui lui ont été sans cesse posées par les Juifs du monde entier. Il écrit environ deux milliers de réponses dont la plupart sont liées à la pratique juive dans l'ère moderne.
- Igros Moshe (épîtres ou missives de Moshe), un classique de huit volumes de responsa Halacha (Shééloth OuTshouvoth).
- Dibros Moshe (Les paroles de Moshe), onze volumes de dissertations talmudiques.
- Darash Moshe (Moshe expose, une référence à Lévitique 10:16).

Les premières œuvres du Rav, y compris un commentaire sur le Talmud de Jérusalem, sont confisquées et détruites par les autorités soviétiques.